# Claire Rankin
Claire Rankin (Isla del Príncipe Eduardo, Canadá, 23 de enero de 1974) es una actriz canadiense. Fue criada en Isla del Príncipe Eduardo y ha estudiado canto y baile. 
Rankin ha aparecido en más de 50 películas y series de televisión, incluyendo "Hemlock Grove", El mentalista, House M. D., Monje, Sin rastro, The Distrito, Chicago Hope, Ally McBeal y The Drew Carey Show. También ha tenido papeles principales en películas independientes y películas para televisión tales como John Q, In Quiet Night, A Brother's Promise, A Face to Kill For y One of Our Own.
Tiene papeles recurrentes en "Damien", "Rogue" y "The Good Witch".  Las películas recientes incluyen "Killing Mommy" con Yvonne Zima y "Snipped in the Bud" protagonizada por Brooke Shields.
Mientras entrenaba con la Stratford Festival Young Company, pasó cuatro años con el Stratford Shakespeare Festival interpretando papeles clásicos, tales como Miranda en La tempestad. También bailó el papel de Louise en Carousel en ese mismo festival. Otras apariciones teatrales incluyen a Cossette en Los miserables y Juliet en Romeo y Julieta.
Es conocida por sus papeles recurrentes como Kate Heightmeyer en la serie de ciencia ficción militar Stargate Atlantis y como Fleur de Brabant, la hermana más joven de Nicholas de Brabant/Nick Knight, en la fantasía sobrenatural Forever Knight. Otros shows en los que ha aparecido como invitada son The Outter Limits, Sleepwalkers, Charmed "Republic of Doyle", "Cracked" "Nikita" y Star Trek: Voyager. 
Rankin es una sommelier certificada con el Court de Master Sommelier y graduada en el Programa de Sommerliers por el Instituto Profesional Culinario. 

## Filmografía

### Cine
| Año  | Título                   | Personaje         |
| ---- | ------------------------ | ----------------- |
| 1994 | Death Wish 5             | Maxine            |
| 1996 | Waiting for Michelangelo | Beth              |
| 1996 | Two If by Sea            | Reportera         |
| 1998 | In Quiet Night           | Joey Amos         |
| 2002 | John Q                   | Defensora Pública |
| 2005 | The Aviary               | Kate Sawyer       |
| 2007 | One of Our Own           | Diane             |
| 2017 | Molly's Game             | Madre             |
| 2018 | Seven in Heaven          | Sra. Brenner      |

### Televisión
| Año       | Título                                  | Personaje               | Notas                                           |
| --------- | --------------------------------------- | ----------------------- | ----------------------------------------------- |
| 1994      | Picture Windows                         | Marie                   | Serie                                           |
| 1994      | Janek: The Silent Betrayal              | Beth                    | Película de televisión                          |
| 1995      | Forever Knight                          | Fleur                   | Episodio: "Be My Valentine"                     |
| 1995–1996 | Side Effects                            | Erica Ouimette          | Episodios: "Sixth Sense, Goin' Down the Roadie" |
| 1996      | Dinner Along the Amazon                 | Audrey                  | Corto para televisión                           |
| 1996      | Brother's Promise: The Dan Jansen Story | Robin Jansen            | Película de televisión                          |
| 1996      | Ed McBain's 87th Precinct: Ice          | Rita Gillette           | Película de televisión                          |
| 1996      | Escape Clause                           | Janet                   | Película de televisión                          |
| 1996      | Undue Influence                         | Cindy                   | Película de televisión                          |
| 1996      | Kung Fu: The Legend Continues           | Susan                   | Episodio: "Storm Warning"                       |
| 1998      | Emily of New Moon                       | Juliet Starr            | Episodios: "Eye of Heaven, Storms of the Heart" |
| 1998      | Sleepwalkers                            | Rebecca                 | Episodio: "Cassandra"                           |
| 1998      | Chicago Hope                            | Holly                   | Episodio: "McNeil and Pray"                     |
| 1998      | The Outer Limits                        | Ariel                   | Episodio: "Lithia"                              |
| 1998–1999 | Any Day Now                             | Sister Mary Margaret    | Episodios: "Salamanders, It's About the Heart"  |
| 1999      | Diagnosis: Murder                       | Kathleen Wolverton      | Episodio: "Trapped in Paradise"                 |
| 1999      | A Face to Kill for                      | Julia                   | Película de televisión                          |
| 1999      | Star Trek: Voyager                      | Alice                   | Episodio: "Alice"                               |
| 2000      | The Drew Carey Show                     | Wendy Matson            | Episodio: "I Dishonestly Love You"              |
| 2000      | The Outer Limits                        | Kyra                    | Episodio: "The Beholder"                        |
| 2000      | The Beach Boys: An American Family      | Diane Rovell            | Película de televisión                          |
| 2000      | Relic Hunter                            | Ophilia                 | Episodio: "Affaire de Coeur"                    |
| 2000      | Ally McBeal                             | Susan Hanks             | Episodio: "Do You Wanna Dance?"                 |
| 2001      | The District                            | Wendy Turner            | Episodio: "Thursday"                            |
| 2003      | Strong Medicine                         | Claire                  | Episodio: "Temperatures Rising"                 |
| 2003      | Without a Trace                         | Doris Lovett            | Episodio: "Copy Cat"                            |
| 2004      | Charmed                                 | Paula Marks             | Episodio: "Hyde School Reunion"                 |
| 2005–2007 | Stargate Atlantis                       | Dr. Kate Heightmeyer    | 5 Episodios                                     |
| 2008      | Vipers                                  | Ellie Martin            | Película de televisión                          |
| 2009      | Monk                                    | Angeline Dilworth       | Episodio: "Mr. Monk and the Voodoo Curse"       |
| 2011      | House M. D.                             | Elena                   | Episodio: "You Must Remember This"              |
| 2016      | Killing Mommy                           | Eve                     | Película de televisión                          |
| 2016      | The Swap                                | Summer                  | Película de televisión                          |
| 2016      | Halcyon                                 | Miranda Reyes           | Serie                                           |
| 2017      | Ransom                                  | Comandante Nina Sellars | Serie                                           |
| 2022      | Son of a Critch                         | Mary                    | Serie                                           |